# Public Works Administration
De Public Works Administration (PWA) was een bureau in de Verenigde Staten dat opgericht werd als onderdeel van de New Deal in 1933. De PWA had tot doel om publieke werken uit te besteden aan private bedrijven om de werkgelegenheid te stimuleren. Hoofd van de PWA was minister van binnenlandse zaken Harold Ickes.
De PWA werd opgericht door de National Industrial Recovery Act (NIRA) op 16 juni 1933. Ze kreeg een budget van enkele miljarden mee om uit te geven aan publieke werken, met als doel de werkgelegenheid te stimuleren, de koopkracht te stabiliseren, het algemene goed te dienen en het herstel van de Amerikaanse industrie te ondersteunen. Kort gezegd: om veel geld in grote projecten te pompen.

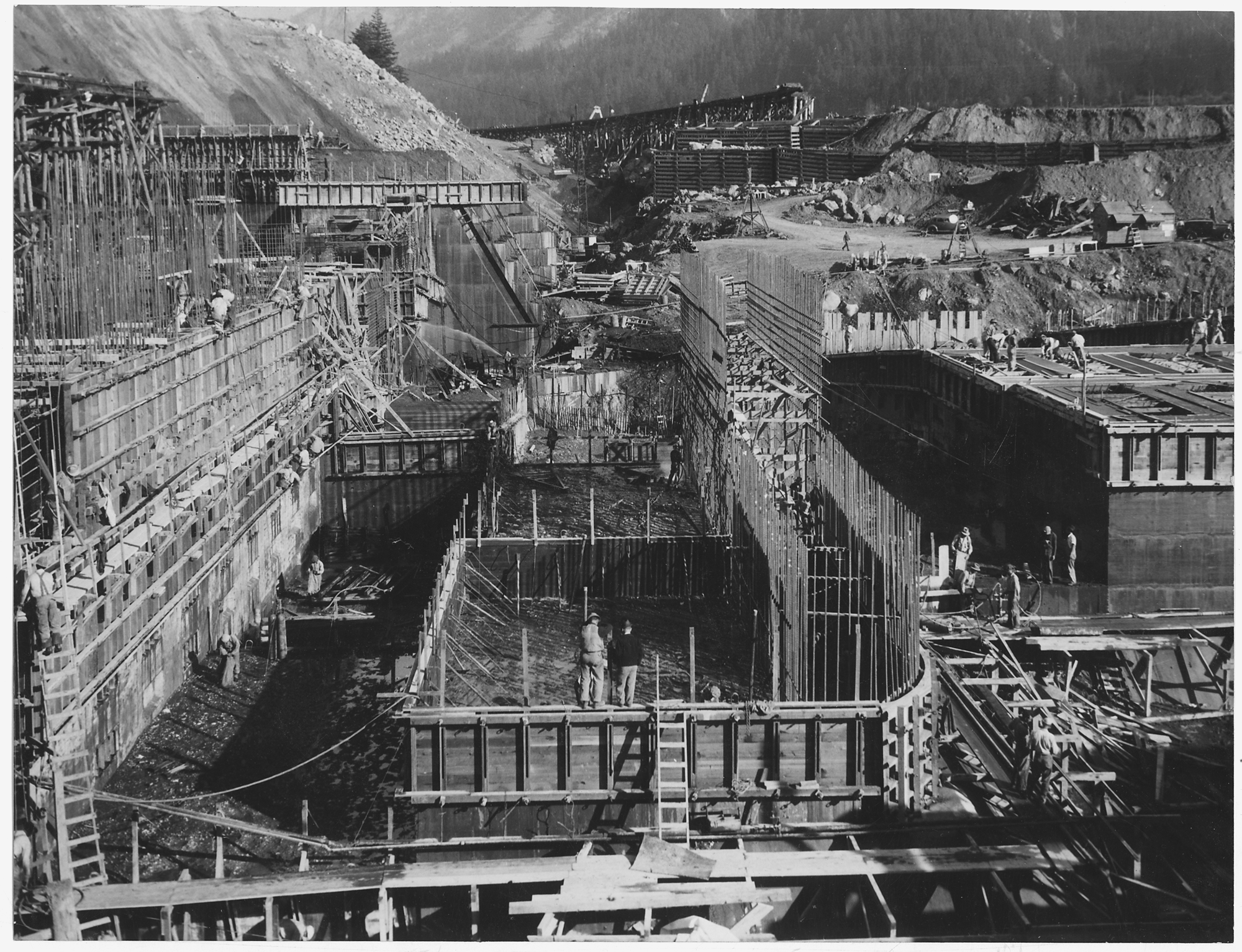
De Bonnevilledam in aanbouw, een project van de Public Works Administration

Het idee voor een overheidsinstituut om publieke werken met overheidsgeld te bekostigen kwam van Frances Perkins en kreeg meteen bijval van Harold Ickes, James Farley en Henry Wallace. Na de begroting voor de PWA flink teruggeschroefd te hebben, stemde president Franklin D. Roosevelt erin toe de PWA in zijn New Deal-hervormingen op te nemen.
Roosevelts idee van "de economie op scherp zetten" om groei te stimuleren sprak meer uit de PWA dan uit enig ander New Deal programma. Tussen juli 1933 en maart 1939 financierde de PWA meer dan 34.000 projecten uiteenlopend van vliegvelden en elektriciteitopwekkende dammen tot vliegkampschepen; en vooral ook 70% van de nieuwe scholen en een derde van de ziekenhuizen die in die periode gebouwd werden. Ook de Pennsylvania Railroad tussen New York en Washington D.C. werd op elektriciteit overgezet. De PWA bouwde echter niet zoveel goedkope huizen als voorstanders gehoopt hadden, namelijk een kleine 25.000 gedurende 4 1/2 jaar.
De PWA gaf 6 miljard dollar uit, maar slaagde er niet in de industrie weer op te krikken tot het niveau van voor de Grote Depressie. Ook lukte het niet een grote teruggang van de werkloosheid te bewerkstelligen of een groei van het aantal kleine bedrijven te stimuleren. Roosevelt, die zeer tegen het laten oplopen van de staatsschuld was, weigerde de daarvoor benodigde sommen uit te geven. Toch is de historische nalatenschap van de PWA waarschijnlijk net zo belangrijk als haar praktische nut: de PWA voorzag de overheid van haar eerste middel om gelden ter beschikking te stellen aan lokale gebieden en doelen, zorgde ervoor dat natuurbehoud een onderdeel bleef van de discussie op nationaal niveau en voorzag federale bestuurders van broodnodige ervaring op het gebied van planning in het publieke domein.
Toen Roosevelt de industrie aanzette tot oorlogsproductie en noodgedwongen zijn verzet tegen een oplopende staatsschuld liet varen, werd de PWA onnodig. Ze werd in juni 1941 afgeschaft.